# Cecilia Reyes
Pour les articles homonymes, voir Reyes.
Cecilia Reyes est un personnage de bande dessinée de l'univers Marvel Comics. Elle a fait partie des X-Men, célèbre équipe de super-héros, en tant que membre réserviste. Elle apparaît pour la première fois dans X-Men #65 (1997). Elle est aujourd'hui détenue dans un camp de concentration pour mutants : Neverland. Elle a été créée par Scott Lobdell et Carlos Pachecco.

## Biographie fictive
À l'âge de 6 ans, Cécilia a vu son père mourir, ce soir là, elle prit la décision de devenir médecin... Après des années d'étude, elle réalisa son rêve, jusqu'à ce que l'apparition de ses pouvoirs la mène vers un tout autre chemin.
Le professeur Xavier lui proposa de rejoindre les X-Men, mais elle refusa une première fois. Peu de temps après, avec l'Opération Tolérance Zero du terrible Bastion, Cécilia fut pourchassée par des sentinelles et sauvée par l'X-Man Iceberg. 
Après l'annulation de l'OTZ par le SHIELD, Cécilia rejoint l'institut Xavier et mis ses talents de médecin au service des X-Men comme lorsqu'elle opéra leur leader Cyclope, pour lui extraire une bombe Shi'ar du corps.
Elle tenta de reprendre une vie normale en retournant travailler à l'hôpital mais sa condition de mutante lui causa quelques soucis et elle fut licenciée. Elle resta quelque temps avec les X-men avant de se mettre à son compte et d'ouvrir un dispensaire à Salem Center.
Plus tard, elle aida Diablo alors que celui-ci était attaqué par des ennemis des X-men, le Néo. Cette attaque lui valut de reprendre sa vie de super-héroïne, et lui permit de découvrir que son champ de force pouvait aussi bien être offensif que défensif, quand elle tua Jaeger, un des membres du Néo. Mais pour résister face au Néo, elle fut contrainte de prendre une drogue amplifiant son pouvoir, la rave. 
L'attaque passée et son dispensaire détruit, elle retourna une fois de plus chez les X-Men qui tentèrent de lui faire perdre son addiction, avec succès. Mais elle assista alors à la mort d'un des leurs : Colossus, qui se sacrifia pour éradiquer le Virus Legacy.
On fut sans nouvelle d'elle pendant de longs mois jusqu'à sa capture par le projet Arme X (III) qui l'enferma au centre de concentration pour mutants : Neverland où ses talents de médecin lui évitent pour l'instant la chambre à gaz.

## Apparitions
- Daredevil (1st series) #371
- Excalibur #121
- Gambit (3rd series) #16
- Marvel Comics Annual 1998 Starring Uncanny X-Men & Fantastic Four
- Uncanny X-Men #351, 360, 362, 389-390
- Weapon X (2nd series) #5
- X-Men (2nd series) #65-79, 100-102, 106-107
- X-Men Unlimited #24, 26
- NYX : No Way Home #4

## Apparitions dans d'autres médias
- 2020 : New Mutants de Josh Boone, interprétée par Alice Braga